# Jonas Buhl Bjerre
Jonas Buhl Bjerre (Skanderborg, 26 giugno 2004) è uno scacchista danese, Grande maestro.
Ha ottenuto il titolo di Grande maestro in febbraio 2020, all'età di 15 anni e 8 mesi. È il più giovane danese ad ottenere questo titolo.
Ha raggiunto il massimo rating nel novembre 2024, con 2654 punti Elo, 73° al mondo e 1º tra i giocatori danesi.

## Principali risultati
- 2015  – vince a Klaksvík il Campionato nordico giovanile nel gruppo E (nati nel 2004 e 2005); l'anno successivo lo vince nel gruppo D.

- 2017  – vince il Campionato europeo giovanile nella categoria U14;

- 2018  – in aprile è secondo nel Chess Challenge di Copenaghen dietro a Thybo Jesper Rasmussen.[2]; in luglio ottiene il titolo di Maestro Internazionale; qualche mese dopo partecipa con la nazionale danese alle Olimpiadi di Batumi, realizzando +4 -1 =4 in prima riserva.

- 2019  – =1° nel Campionato danese con Allan Stig Rasmussen (2° dopo il playoff); in luglio vince a Budapest il torneo First Saturday, ottenendo la 2a norma di grande maestro[3]; in ottobre realizza 5,5 /11 nel "FIDE Grand Swiss" di Douglas nell'Isola di Man, ottienendo la 3a norma di GM.[4]

- 2021  – =1° nel torneo di Cattolica con 6,5 punti su 9, con Vitaliy Bernadskiy e Leal Daniel Alsina, ma superato per spareggio tecnico.[5]

- 2023  - in maggio vince il torneo Capablanca Memorial

- 2025  - in maggio vince per la seconda volta il torneo Capablanca Memorial